# ستيف كونتز
ستيف كونتز (بالإنجليزية: Steve Kuntz)‏ هو لاعب كرة قدم أمريكي، ولد في 20 يونيو 1970 في سانت لويس في الولايات المتحدة. لعب مع Milwaukee Rampage ‏.